# Paradoxe des deux enveloppes

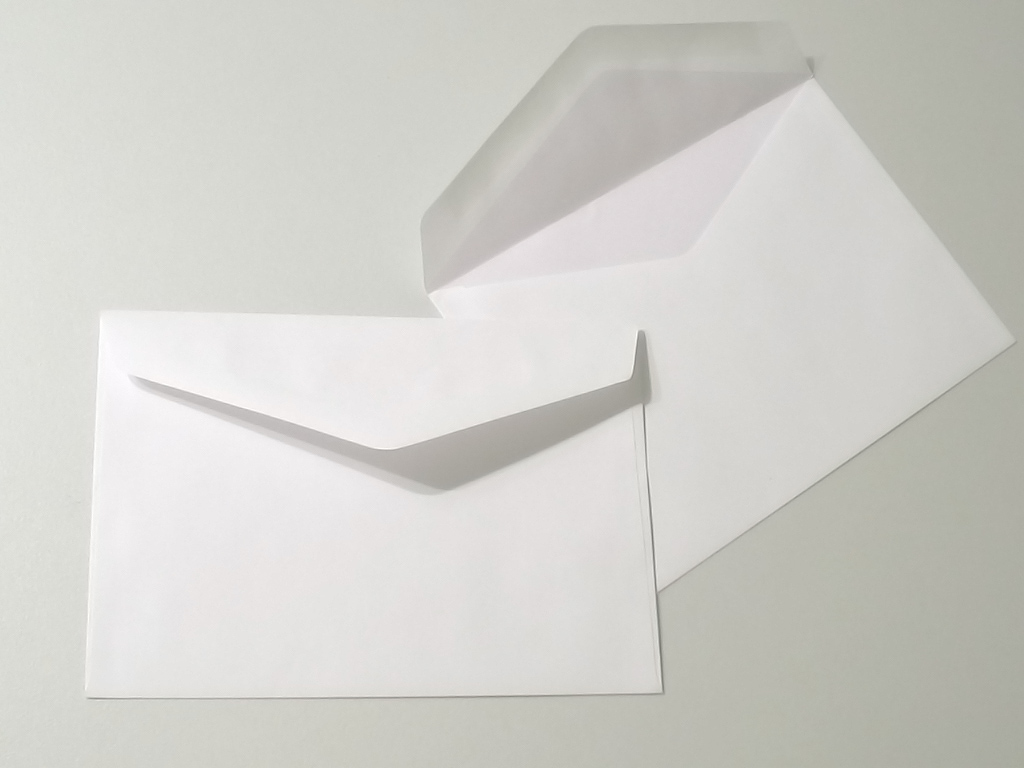
Paradoxe des deux enveloppes.

En théorie de la décision, le paradoxe des deux enveloppes est un raisonnement probabiliste aboutissant à un résultat absurde. Inspiré d'un problème posé en 1930 par le mathématicien belge M. Kraïtchik, ce paradoxe a été formulé par Martin Gardner en 1982. Il en existe plusieurs réfutations, certaines ne faisant d'ailleurs pas appel au calcul des probabilités.

## Énoncé
Il existe plusieurs variantes du paradoxe. Le plus souvent, il est proposé la situation de décision suivante, : deux enveloppes contiennent chacune un chèque. On sait que l'un des chèques porte un montant double de l'autre, mais on n'a aucune information sur la façon dont les montants ont été déterminés. Un animateur propose à un candidat de choisir une des enveloppes, le montant du chèque contenu dans l'enveloppe choisie lui sera acquis.
Le paradoxe proprement dit réside dans l'argument qui va suivre : avant que le candidat n'ouvre l'enveloppe choisie, l'animateur lui conseille de changer son choix avec le raisonnement suivant.
Soit {\displaystyle V} la valeur du chèque dans l'enveloppe choisie. Il y a deux cas possibles :
- une chance sur deux que l'autre enveloppe contienne un chèque deux fois plus important (donc de valeur {\displaystyle 2V}) ;
- une chance sur deux que l'autre enveloppe contienne un chèque deux fois plus petit (donc de valeur {\displaystyle V/2}).

L'espérance du montant obtenu en changeant d'enveloppe serait alors {\displaystyle E_{pr}=50\%\times 2V+50\%\times V/2=V+V/4=5/4\times V} qui est supérieur à {\displaystyle V}.
Le candidat aurait donc intérêt à changer d'enveloppe, ce qui est absurde puisque les deux enveloppes jouent le même rôle, et que le candidat, n'ayant pas encore ouvert la première, n'a aucun moyen de les distinguer.

## Résolutions du paradoxe

### Calcul d’espérances mathématiques
L'espérance mathématique permet de définir sur un grand nombre d'épreuves le gain moyen d'une loi de probabilité.

#### Espérance mathématique associée à chaque enveloppe
Afin de déterminer le gain moyen obtenu par le choix d’une enveloppe, on associe à la première enveloppe (resp. la seconde) la variable aléatoire {\displaystyle X_{1}} (resp. {\displaystyle X_{2}}).
La loi de probabilité de la variable aléatoire {\displaystyle X_{1}} est l’ensemble des 2 solutions possibles proposées par le jeu (noté sous la forme {valeur ; probabilité d’apparition}) :
{\displaystyle \{M\,;50\%\}} et {\displaystyle \{2M\,;50\%\}},
où {\displaystyle M} et {\displaystyle 2M} sont les deux montants possibles proposés par le jeu.
Pour la variable aléatoire {\displaystyle X_{2}}, l’ensemble est constitué de façon similaire :
{\displaystyle \{2M\,;50\%\}} et {\displaystyle \{M\,;50\%\}}.
L’espérance du contenu de l’enveloppe 1 est par définition :
{\displaystyle E_{1}=E(X_{1})=50\%.M+50\%.2M=3/2.M}.
Pour l’enveloppe 2, on a de façon similaire :
{\displaystyle E_{2}=E(X_{2})=50\%.2M+50\%.M=3/2.M}.
On constate que {\displaystyle E_{1}=E_{2}=3/2.M}, ce qui est logique car les deux enveloppes ont un rôle identique.

#### Espérance mathématique associée à chaque changement
Si l'on change d’enveloppe, par exemple de l’enveloppe 1 à l’enveloppe 2, on obtient l’espérance {\displaystyle E_{12}} d’obtenir le gain de l’enveloppe 2 moins celui obtenu avec l’enveloppe 1 :
{\displaystyle E_{12}=E(X_{2}-X_{1})=E(X_{2})-E(X_{1})}
Ceci est dû à la propriété de linéarité des calculs d’espérance.
On conclut {\displaystyle E_{12}=0}.
De façon similaire {\displaystyle E_{21}=E_{12}=0}.
Sur un grand nombre d’épreuves, on ne peut pas espérer de gain en permutant les choix des enveloppes.

#### Espérance mathématique associée à chaque changement (variante)
Si l’on considère les 2 changements possibles :
- passer d’un montant {\displaystyle M} à un montant {\displaystyle 2M} ;
- passer d’un montant {\displaystyle 2M} à un montant {\displaystyle M}.

On obtient resp. deux gains possibles :
- le premier est positif de valeur {\displaystyle +M} avec une probabilité d’apparition de 50% ;
- le second est négatif de valeur {\displaystyle -M} avec une probabilité d’apparition de 50%.

Ceci définit une seconde loi de probabilité avec deux issues possibles (noté {valeur ; probabilité}) :
 {\displaystyle \{+M\,;50\%\}} et {\displaystyle \{-M\,;50\%\}}. 
Cette seconde loi de probabilité a pour espérance :
{\displaystyle E_{ch}=1/2.M-1/2.M=0}. 
Ce calcul aboutit lui aussi à un gain moyen nul, il s'agit simplement d'une alternative au calcul détaille de {\displaystyle E_{12}} ou de {\displaystyle E_{21}}.

#### Espérance mathématique calculée par le présentateur
Il est intéressant de voir en quoi le raisonnement de l’animateur aurait un défaut. Celui-ci propose la formule suivante :
{\displaystyle E_{pr}=50\%.2M_{c}+50\%.M_{c}/2}
où {\displaystyle M_{c}} est le montant de l’enveloppe choisie. On note que l’on ne connait pas {\displaystyle M_{c}} qui vaut soit {\displaystyle M}, soit {\displaystyle 2M}.
Par définition de l’espérance mathématique d’une loi de probabilité, on obtient de cette formule les deux solutions (noté {valeur ; probabilité d’apparition}) :
{\displaystyle \{2M_{c}\,;50\%\}} et {\displaystyle \{M_{c}/2\,;50\%\}}.
Pour chacune de ces deux solutions, il faut envisager les deux cas possibles {\displaystyle M_{c}=M} et {\displaystyle M_{c}=2M} :
- dans le premier cas, on obtient {\displaystyle (2M\,;50\%)} et {\displaystyle (M/2\,;50\%)} ;
- dans le second : {\displaystyle (4M\,;50\%)} et {\displaystyle (M\,;50\%)}.

On constate que les solutions possibles {\displaystyle (M/2\,;50\%}) et {\displaystyle (4M\,;50\%}) sont contraires aux hypothèses et invalident le raisonnement du présentateur.
En examinant de plus près la formule du présentateur, les deux solutions {\displaystyle \{2M_{c}\,;50\%\}} et {\displaystyle \{M_{c}/2\,;50\%\}} définissent une autre loi de probabilité. Ainsi {\displaystyle E_{pr}} correspond à un autre protocole :
- ouvrir l’enveloppe choisie,
- lire son contenu {\displaystyle M_{c}},
- puis remplacer (avec des probabilités égales) le contenu de la seconde par {\displaystyle 2M_{c}} ou {\displaystyle M_{c}/2}.

Le présentateur a commis une confusion entre deux lois de probabilité distinctes.
Pour résumer, le présentateur raisonne sur l'Univers {\displaystyle \{2M_{c}\,;M_{c}/2\}} correspondant au protocole juste ci-dessus, alors que l'Univers du paradoxe des deux enveloppes est {\displaystyle \{M\,;2M\}}. 

##### Remarques
Supposons que {\displaystyle E_{12}>0}. Que se passerait-il si l’on permutait plusieurs fois ? Il faudrait détailler les calculs de {\displaystyle E_{121}}, {\displaystyle E_{1212}}, etc. On pourrait conjecturer une impossibilité, par exemple obtenir les deux relations incompatibles {\displaystyle E_{121}>E_{12}>0} et {\displaystyle E_{121}=E_{1}=0}.

### Variables aléatoires
Il est cependant possible, en fonction de la modélisation exacte du raisonnement de l'animateur, de considérer que l'erreur réside dans l'interprétation des espérances et non dans leur calcul : David Madore fait ainsi remarquer que si l'on considère qu'il y a deux variables aléatoires, {\displaystyle X_{1}}, valant {\displaystyle M} ou {\displaystyle 2M}, et correspondant (avec probabilités {\displaystyle (1/2\,;1/2)}) au contenu de la première enveloppe, et {\displaystyle X_{2}}, valant {\displaystyle 2M} ou {\displaystyle M}, et correspondant au contenu de la seconde enveloppe, alors l'espérance de {\displaystyle X_{1}} est bien égale à celle de {\displaystyle X_{2}} et vaut {\displaystyle 3M/2}. Cependant l'espérance du rapport {\displaystyle X_{2}/X_{1}} vaut {\displaystyle (2M/M+M/2M)/2=5/4} ; l'erreur de raisonnement consiste alors à interpréter ce dernier résultat comme signifiant que {\displaystyle X_{2}} est plus intéressant que {\displaystyle X_{1}} (et donc qu'il faut changer d'enveloppe), alors que la seule conclusion à en tirer est le résultat surprenant, mais nullement paradoxal, que :
{\displaystyle E(X_{2}/X_{1})=E(X_{1}/X_{2})>1}.

## Modifications de l'énoncé
Si le candidat est autorisé à consulter le contenu de la première enveloppe, une approche probabiliste à ce problème de décision redevient possible : Keith Devlin (suivant une analyse de Amos Storkey) fait ainsi remarquer que si l'animateur a choisi le contenu des enveloppes selon une règle (probabiliste ou non) connue du joueur, il devient possible de prendre une décision rationnelle d'échange en fonction du contenu de la première enveloppe (par exemple, si la règle propose un choix aléatoire uniforme de valeurs d'enveloppes, de choisir d'échanger si le contenu découvert est inférieur à la moyenne des choix offerts par la règle), et David Madore montre même qu'on peut (si peu vraisemblable que cela paraisse) obtenir une probabilité strictement supérieure à 1/2 de choisir la bonne enveloppe quelle que soit la règle utilisée par l'animateur, et ce sans connaitre celle-ci. Avec une information supplémentaire, l'échange peut procurer un gain.
Attention à ne pas confondre avec le paradoxe de Bertrand ou paradoxe de Monty Hall.

## Un autre protocole de choix des enveloppes
John Broome, repris par d'autres auteurs, propose le protocole suivant : l'animateur place dans les enveloppes les montants {\displaystyle 2^{n}} et {\displaystyle 2^{n+1}} avec une probabilité {\displaystyle {\frac {2^{n}}{3^{n+1}}}} pour {\displaystyle n} positif ou nul. Il remarque d'abord que lorsque l'enveloppe choisie contient {\displaystyle M_{c}=1} on a intérêt à échanger puisque l'autre enveloppe contient {\displaystyle 2} puis il montre que lorsque {\displaystyle M_{c}=2^{n}} avec {\displaystyle n>0} il y a un gain de {\displaystyle {\frac {1}{10}}\times M_{c}} espéré dans l'échange. Il en conclut que dans tous les cas le candidat a intérêt à changer même s'il n'ouvre pas l'enveloppe. Ce qui est paradoxal puisque, si le candidat n'ouvre pas les enveloppes, on a déjà montré qu'il n'y a aucun gain à espérer dans l'échange. Déduire un avantage lorsqu'on n'ouvre pas l'enveloppe de l'avantage espéré en prenant connaissance du contenu de l'enveloppe semble donc abusif ; l'explication vient de ce qu'avec cette distribution, l'espérance (que l'on change ou non d'enveloppe) est infinie.